# Chaetocladius laminatus
Chaetocladius laminatus är en tvåvingeart som beskrevs av Lars Zakarias Brundin 1947. Chaetocladius laminatus ingår i släktet Chaetocladius och familjen fjädermyggor. Arten är reproducerande i Sverige. Inga underarter finns listade i Catalogue of Life.